# رؤیای آبی
رؤیای آبی (به انگلیسی: Blue Dream) فیلمی محصول سال ۲۰۱۳ و به کارگردانی گرگوری هاتانکا است. در این فیلم بازیگرانی همچون جیمز دووال، دامینیک سوین، پولیانا مکینتاش، کیدن کراس، نوآ هاتاوی و والتر کونیگ ایفای نقش کرده‌اند.